# 埃斯特利省
埃斯特利省 （Departamento de Estelí）是尼加拉瓜的一個省，位於該國北部。面積2,335平方公里，2005年人口215,400人。首府埃斯特利。
下分6市。
- 孔德加
- 埃斯特利
- 拉特立尼達
- 新普韋布洛
- 聖胡安德利邁
- 聖尼古拉斯

1. ↑  Citypopulation.de Population of departments in Nicaragua